# Africanogyrus starmuehlneri
Africanogyrus starmuehlneri е вид коремоного от семейство Planorbidae. Видът е застрашен от изчезване.

## Разпространение
Видът е разпространен в Мадагаскар.